# Edwin L. Mechem
Edwin Leard Mechem (Álamo Gordo, Nuevo México; 2 de julio de 1912-Albuquerque, Nuevo México; 27 de noviembre de 2002) fue un abogado, juez y político estadounidense miembro del Partido Republicano. Mechem se desempeñó como gobernador de Nuevo México y senador de los Estados Unidos. Fue el primer gobernador nacido después de la admisión de Nuevo México como estado.

## Biografía
Nacido en Álamo Gordo, Nuevo México, asistió a escuelas en Álamo Gordo y Las Cruces. Asistió a la ahora Universidad Estatal de Nuevo México de 1930 a 1931 y 1935, donde fue miembro de la fraternidad Alpha Delta Theta. Cuando se convirtió en un capítulo de la fraternidad Sigma Pi, Mechem fue uno de los primeros alumnos en ser iniciado en la organización nacional. Trabajó como agrimensor para la Oficina de Reclamación de los Estados Unidos en Las Cruces de 1932 a 1935. Transfirió sus créditos universitarios a la Facultad de Derecho de la Universidad de Arkansas y se graduó en 1939 con una licenciatura en derecho.
Fue elegido gobernador en 1950 y 1952, no se postuló en 1954 y fue elegido nuevamente en 1956. En 1954 se postuló para el senado de los Estados Unidos, pero fue derrotado por el senador Clinton Anderson. Después de ganar otro mandato como gobernador en 1956, fue derrotado para la reelección de nuevo en 1958 y luego elegido para un cuarto mandato en 1960. Miembro del Comité de Seguridad Gubernamental de 1956 a 1957 y miembro del Instituto Estadounidense de Leyes, fue elegido nuevamente gobernador en 1960. Mechem perdió su candidatura a la reelección el 6 de noviembre de 1962. Organizó su propio nombramiento (como era su prerrogativa bajo la Decimoséptima Enmienda) al senado de los Estados Unidos cuando murió el senador Dennis Chávez ese mes. En el senado votó en contra de la Ley de Derechos Civiles de 1964. Se desempeñó en ese cargo hasta noviembre de 1964 y reanudó su práctica legal después de una carrera fallida para la reelección. Fue miembro de la Comisión de Reorganización del Poder Ejecutivo de Nuevo México y miembro de la Comisión de Policía del Estado de Nuevo México.
Mechem fue nominado por el presidente Richard Nixon el 3 de septiembre de 1970 al Tribunal de Distrito de los Estados Unidos para el Distrito de Nuevo México, a un nuevo escaño autorizado por 84 Estatuto 294. Fue confirmado por el senado de los Estados Unidos el 8 de octubre de 1970 y recibió su comisión el 14 de octubre de 1970. Asumió la categoría de senior el 3 de julio de 1982. Su servicio terminó el 27 de noviembre de 2002, debido a su muerte.
Como juez, Mechem protegió los derechos de los indígenas estadounidenses en tierras indígenas de la interferencia del gobierno.
Mechem murió el 27 de noviembre de 2002 en Albuquerque.